# Menzo
Pour les articles homonymes, voir Menzo (homonymie).
Ne doit pas être confondu avec Mohamed Ali.
Menzo, de son vrai nom Mohamed Ali, né en 1975, au quartier du Panier à Marseille, dans les Bouches-du-Rhône, est un rappeur français d'origine comorienne, membre du groupe de rap Fonky Family. Durant sa carrière, il ne tentera jamais de se lancer dans une carrière solo.

## Biographie
Menzo est né en 1975 au Panier, un quartier de Marseille, dans les Bouches-du-Rhône. Il débute à l'âge de 16 ans auprès du Rat Luciano, Fel, Pone et DJ Djel dans le groupe Black and White Zulu's, petit groupe issu du deuxième arrondissement de Marseille qui n'a sorti qu'un single. Les Black and White fusionnent avec le groupe le Rythme et la Rime composé de Don Choa et de Sat dont Djel était aussi le DJ.
En 1994, ils forment avec Le Rat Luciano et d'autres artistes le groupe Fonky Family, qui publie son premier album en 1997,. Très discret, il est le seul MC de la Fonky Family à n'avoir sorti aucun album solo, contrairement à ses collègues Le Rat Luciano, Don Choa et Sat.
En 2015, il se réunit avec son groupe pour un concert à Marseille.

## Discographie
- 1997 : Si Dieu veut (avec la Fonky Family)
- 1999 : Hors-série Volume 1 (avec la Fonky Family)
- 2001 : Art de rue (avec la Fonky Family)
- 2001 : Hors-série Volume 2 (avec la Fonky Family)
- 2003 : Live au Dôme de Marseille (avec la Fonky Family)
- 2006 : Marginale Musique (avec la Fonky Family)

## Apparitions
- 1998 : Sista Micky, Menzo et Don Choa - On dit ce qu'on pense (sur la compilation Chroniques de Mars)
- 1999 : 3e Œil avec Menzo - Comoria (sur l'album Hier, Aujourd'hui, Demain)
- 2000 : Neg' Marrons avec Sat et Menzo - Faut k'ça saigne (sur l'album Le Bilan)
- 2001 : 3e Œil avec Menzo - Rabi rabi (sur la compilation Sur un air positif)
- 2003 : Boogie Nights avec Sat et Menzo / Scratches - DJ Djel (sur l'album Répliques aux offusqués)

[2004] 	A nos pères et à nos mères (Rim-K, Menzo & Kader Riwan) sur la compilation de Kery James Savoir et vivre ensemble
- 2004 : Cf Clan Nord avec Menzo - Régime sous France
- 2006 : 100%CASA avec Menzo - C la même  (sur la mixtape de 100%CASA, Crapstape)
- 2007 : Don Choa avec Menzo et Le Rat Luciano - Toutes les zones (sur l'album de Don Choa,  Jungle de béton)